# Zdeněk Konopásek
Zdeněk Konopásek (* 27. června 1963 Karlovy Vary) je český sociolog a hudebník. Za dobu své kariéry vystřídal několik výzkumných a pedagogických pozic. Působil například na katedře sociologie FSS MU v Brně, na stejnojmenné katedře FSV UK v Praze a v současnosti [kdy?] působí jako výzkumný pracovník v Centru pro teoretická studia, UK Praha/AV ČR.[1]

## Život

### Studium
Zdeněk Konopásek v roce 1981 dokončil všeobecné gymnázium v Karlových Varech.V následujících dvou letech si rozšířil vzdělání o další maturitu, a to v oboru sociální práce na Střední škole sociálně-právní v Praze. V roce 1987 absolvoval Pedagogickou fakultu Univerzity Karlovy a získal titul PaedDr. Ve své závěrečné práci zkoumal Motivy postižení v poválečném světovém románu. Další studium absolvoval Zdeněk Konopásek na Fakultě sociálních věd, Univerzity Karlovy v Praze, kde v roce 1997 získal titul Dr. (později převedeno na Ph.D.). Ve své dizertační práci zkoumal téma Estetiky sociálního státu: o krizi reprezentace (nejen) v sociálním zabezpečení. O rok později byl jmenován docentem sociologie také na Fakultě sociálních věd Univerzity Karlovy v Praze. [2]

### Pedagogická kariéra
Po absolvování Pedagogické fakulty v roce 1987 se stal Zdeněk Konopásek asistentem v Ústavu sociálního lékařství a organizaci zdravotnictví v Praze, jeho kariéra pokračovala v roce 1989 při doktorandském studiu jako výzkumný pracovník ve Výzkumném ústavu sociálního rozvoje a práce. Zdeněk Konopásek působil na fakultě sociálních věd mezi roky 1990 až 2005 nejdříve jako odborný asistent a poté i jako docent. Od roku 2005 působil jako docent na Fakultě sociálních studií Masarykovy univerzity v Brně. Od roku 1998 do současnosti pracuje jako výzkumný pracovník Centra pro teoretická studia Univerzity Karlovy a Akademie věd. [3]

### Výzkumná a odborná činnost
Zdeněk Konopásek se během své vědecké kariéry aktivně podílí na mnoha výzkumných a odborných projektech.
•	Biograf (časopis nejen pro biografickou a reflexivní sociologii) - (1994-2016)
V roce 1994 založil odborný recenzovaný časopis pro kvalitativní výzkum v sociálních vědách (ISSN 1211-5770), a byl jeho šéfredaktorem až do roku 2008. Od roku 2009 až do 2016 působil pouze jako člen redakčního týmu.
•	International socio-technical challenges for implementing geological disposal - (2011-2014)
V letech 2011 až 2014 se společně s badateli z Anglie, Německa, Francie a dalších mnoha zemí podílel na mezinárodním a mezioborovém výzkumném projektu, jehož cílem bylo prostudovat hlavní sociální/politické problémy související s přípravou a budováním podzemních úložišť jaderného odpadu, a to včetně, ba zejména v těch ohledech, kdy tyto problémy těžko oddělitelně souvisí s problémy technickými. Součástí řešení by měla být formulace praktických návrhů.
•	Teoretický výzkum komplexních jevů ve fyzice, biologii a vědách o společnosti - (2005-2010)
Během let 2005-2010 se taktéž podílel na rámcovém výzkumném programu Centra pro teoretická studia UK v Praze/AV čR a Katedry filosofie a dějin přírodních věd na Přírodovědecké fakultě UK, kde se společně s Janem Palečkem primárně věnoval oblasti týkající se vztahu mezi vědou a politikou.
•	Jak se dělá náboženská skutečnost: Zjevení a posedlost démony jako praktický a kolektivní výkon - (2008-2010)
V letech 2008-2010 se stal hlavním řešitelem sociologického výzkumného projektu, který se po dobu tří let kvalitativně zabýval otázkou, jak je v rámci katolické praxe zacházeno se zkušenostmi zjevení nebo démonické posedlosti.
•	Science and governance (2005-2007)
Mezi lety 2005 až 2007 byl členem v expertní skupiny Evropské komise, která se věnovala tématu "Věda a vládnutí", přičemž si kladla tyto dílčí cíle: (1) Analyzovat nesnáze, které se objevují v současných vztazích mezi vědou, občanskou společností a politickou praxí. (2) Analyzovat silné a slabé stránky současných řešení těchto nesnází. (3) Navrhnout přiměřené konceptuální přístupy, které by rámovaly interakce mezi vědou, společností a politikou. (4) Zformulovat doporučení pro účinnější politiku vědy. Výstupem více než dvouleté práce byla zpráva FELT, U. / WYNNE, B. (2007): Science and governance: Taking European knowledge society seriously. Luxembourg: Office for Official Publications of the European Communities. 95 s.
•	Spirituální a náboženské zážitky v psychiatrii: Konstrukce mentální patologie – (2006-2007)
V období roku 2006 až 2007 působil jako výzkumný spolupracovník na sociologickém výzkumném projektu, zabývající se tím, jak psychiatrie zachází s (kvazi)spirituálními a (kvazi)náboženskými zážitky. Závěry z výzkumného projektu rozboru měly přispět ke kultivaci současných a budoucích forem psychiatrické praxe.
•	Expertíza a politika životního prostředí: případ Natury 2000 - (2006-2007)
V roce 2006 se stal hlavním řešitelem dvouletého sociologického výzkumného projektu, který se zabýval přípravou a uskutečňování evropského projektu na ochranu životního prostředí Natura 2000.
•	Divadlo Archa – (2005)
V roce 2005 se stal hlavním koordinátorem a hlavním řešitelem aplikovaného sociologického výzkumu na objednávku Divadla Archa.
•	Virtuální institut, o.p.s. - internetové centrum pro sociální studia – (1998-2005)
V letech 1998 až 2005 byl členem správní rady neziskové organizace Virtuální institut o.p.s.,,v rámci něhož se podílel na jednotlivých projektech. Působil jako editor tamního odborného časopisu Biograf nebo také jako koordinátor a taktéž lektor experimentálních online kursů pro české a slovenské vysoké školy včetně dalších kursů a školení. Vedle toho také zaštiťoval některé výzkumy a rovněž zde založil a provozoval archiv kvalitativních dat Medard (nyní ve správě Sociologického ústavu AV ČR).
•	Rozbor postupů veřejné vykazatelnosti v současných evropských společnostech – (2001-2004)
V období let 2001 až 2004 byl členem českého národního výzkumného týmu, který se společně s dalšími zahraničními týmy podílel na mezinárodním výzkumným projektu, jenž byl realizován Centrem pro výzkum demokracie na Westminster University of London. Výzkum se orientoval především na to, co to vlastně obnáší "skládat účty" veřejnosti ve věku všudypřítomných vědeckých expertíz a rozsáhlých sociotechnických systémů. Jak je možné legitimní a účinné politické rozhodování v případech jako geneticky modifikované potraviny, spory o regionální dopravní politiku nebo místní odpadové hospodářství.
•	Jak se stal socialismus reálným? Actor-network teorie státního socialismu (1998-2000)
V letech 1998 až 2000 pracoval na individuálním výzkumném projektu, kde se zabýval sociálními zdroji trvanlivosti komunistického režimu v Československu. Výzkum byl založen na kombinování biografického přístupu s tzv. actor-network theory (teorií sítí-aktérů)
•	Estetika welfare state: O krizi reprezentace v sociálním zabezpečení (1993-1997)
V roce 1993 až 1997 pracoval na svém doktorském (PhD) sociologickém projektu, který byl primárně založen na výzkumu sociální politiky a na koncepčních materiálech k reformě sociálního zabezpečení. Vele toho se zabýval i dalšími výzkumnými tématy jako např. problém post/modernity, analýzou institucí a institucionalizace, sociologií vědy a technologií, anebo tzv. krize reprezentace. V roce 1993 v rámci doktorandského výzkumu absolvoval tříměsíční pobyt na Maison des Sciences de’l Homme v Paříži. Obhájenou doktorandskou práci pak později dopracoval do podoby monografie: Estetika welfare state: o krizi reprezentace (nejen) v sociálním zabezpečení (Praha: GplusG 1998).
•	Podpora Koordinační rady pro minimální standarty v sociální práci – (1995-1996)
V roce 1995 až 1996 provedl malý výzkum a zpracoval expertízu o zaměstnavatelích a zaměstnancích na poli sociální práce v rámci projektu PHARE (GTAF II/WP2/4A), zaštiťovaný Ministerstvem práce a sociálních věcí.
•	Kolektivní sociologické autobiografie (SAMISEBE) - (1992-1996)
Od roku 1992 vedl skupinový autobiografický sociální výzkum s účastí Josefa Alana, Miroslava Dismana (od roku 1993), Karla Holého, Jiřího Kabeleho (do roku 1995), Jaroslava Kapra, Evy Stehlíkové, Olgy Šmídové. Projekt, který vedl, byl inspirován přípravou velkého multidisciplinárního výzkumu transformace sociální struktury československé společnosti v letech 1991-1992. Na základě výzkumu SAMISEBE jako editor připravil dvě různé verze knihy (anglickou a českou) – Our lives as database (Praha: Karolinum, 2000) / Otevřená minulost (Praha: Karolinum, 1999). [4]

### Hudební kariéra
Kromě výzkumné a pedagogické činnosti se Zdeněk Konopásek věnuje aktivně také hudbě. Jeho největší vášní jsou bubny a činely. Hudbě se věnuje již od 70. let a od té doby působil v několika hudebních projektech. Za svého života v Karlových Varech působil v kapele 3 lydi a později v kapele s názvem Dvouletá fáma. Kromě působení v těchto hudebních skupinách také spolupracoval s Oldřichem Janotou, Pavlem Richterem či s Kvartetem Dr. Konopného. Jeho umělecká kariéra se netýkala pouze hraní v těchto uskupeních, ale naskytla se mu také příležitost účinkovat v Divadle Vizita. [4]

### Výběr z bibliografie
- KONOPÁSEK, Zdeněk. Our lives as database : doing a sociology of ourselves : czech social transitions in autobiographical research dialogues. Translated by Andrew Hawker. 1st ed. Praha: Karolinum, 2000. 302 s. ISBN 8024601206.
- Otevřená minulost: autobiografická sociologie státního socialismu. Edited by Zdeněk Konopásek. Vyd. 1. V Praze: Karolinum, 1999. 371 s. ISBN 8071847550.
- KONOPÁSEK, Zdeněk. Estetika sociálního státu:o krizi reprezentace (nejen) v sociálním zabezpečení. 1. vyd. Praha: G plus G, 1998. 341 s. ISBN 80-86103-14-5. [5]